# Герб Азорских островов
Герб Азорских островов представляет собой серебряный щит с синим орлом, который обрамлён каймой красного цвета с 9 звёздами. Сверху щита расположен шлем и нашлемник в виде синего орла с 9 серебряными звёздами.
Геральдический орёл на гербе представляет ястреба, общий мотив в геральдике Азорских островов. Есть версия, утверждающая, что своё название острова взяли от слова «Açor» — ястреб. По легенде мореходов, ястребы летели к своим гнёздам и указали путь к островам. Однако есть одна загвоздка — эта птица не водится в данном регионе. Девять звёзд на гербе означают девять островов архипелага.
Щит поддерживают два прикованных чёрных быка. Внизу девиз Antes morrer livres que em paz sujeitos («Лучше умереть свободным, чем быть порабощённым»). Быки держат по флагштоку. Флаги несут христианские символы: левый (в положении от зрителя) флаг — красный крест португальского ордена Христа на белом поле; правый флаг — белый голубь, наложенный на золотые лучи в виде креста — символ Святого Духа — на красном поле. Флаги окаймлены золотом.